# Folke Odqvist
Folke Karl Gustav Odqvist (Svea, Estocolmo, 29 de julio de 1899 en la parroquia del Regimiento de Artillería, – Danderyd,  7 de mayo de 1984) fue un ingeniero sueco. Fue profesor de resistencia de materiales de 1936 a 1966 en el Real Instituto de Tecnología (KTH) en Estocolmo. Fue vicerrector del KTH entre 1943 y 1966.
En 1929, Odqvist fue nombrado jefe de laboratorio en AB Nomy y participó en el desarrollo del rodamiento Nomy. Folke Odqvist fue un teórico de la resistencia de materiales y desarrolló teorías sobre la deformación plástica, la deformación por fluencia y la fractura por fluencia de los metales. Odqvist fue reconocido internacionalmente en su campo y fue presidente de la Unión Internacional de Mecánica Teórica y Aplicada de 1956 a 1960. Odqvist escribió, entre otros, el libro de texto "Hållfasthetslära", cuya primera edición de aproximadamente 800 páginas fue publicada en 1948 por la editorial Natur och Kultur.
Odqvist fue elegido miembro de la Academia Sueca de Ciencias de la Ingeniería en 1941. En 1957 fue elegido miembro de la Real Academia de las Ciencias de Suecia y fue presidente de la academia de 1969 a 1971.
Odqvist fue nombrado doctor honoris causa en tecnología por el KTH en 1980.